# Пит Конрад
Чарлс Конрад млађи (енгл. Charles Conrad Jr.), познатији као Пит Конрад (енгл. Pete Conrad; Филаделфија, 2. јун 1930 — Охај, 8. јул 1999), био је амерички пилот, инжењер ваздухопловне технике, астронаут; трећи човек на Месецу. Изабран је за астронаута 1962. године, а три године раније је био један од кандидата за оригиналну Меркјури Седам селекцију. Носилац је Конгресне свемирске медаље части.

## Биографија
Пре него што је изабран за астронаута, летео је као борбени и тест пилот у Америчкој ратној морнарици. Завршио је елитну школу за пробне пилоте при Ратној морнарици САД у Пакс Риверу, Мериленд. Летео је четири пута у свемир. Прва мисија је била Џемини 5, 1965. године, када су Конрад и командни пилот Гордон Купер провели недељу дана у свемиру и доказали да човек може временски да издржи пут до Месеца и назад. Друга мисија уследила је 1966. године, када је летео као командант на Џеминију 11. Ова мисија је ушла у историју, јер је, од свих досадашњих обављених у ниској Земљиној орбити, имала највећи апогеј, тј. обављена на највећој надморској висини — 1.369 km изнад нивоа мора.
Трећи пут је летео 1969. године, као командант мисије Аполо 12. Тиме је постао трећи човек на Месецу и један од 24 човека који су путовали на Месец. Посада Апола 12 остала је упамћена као тзв. All-Navy crew, јер су сва три астронаута били официри Морнарице.
Четврти и последњи лет забележио је 1973. године, у својству команданта Скајлаба 2, првог лета на свемирску станицу Скајлаб. Током тог лета, обавио је круцијалну свемирску шетњу ради поправке оштећених панела на Скајлабу, што је спасило станицу и што му је 1978. године донело Конгресну свемирску медаљу части. Био је члан резервних посада за Џемини 8 и Аполо 9. Провео је 49 дана у свемиру. Пензионисао се почетком 1974. године, и имао је чин капетана.
Током тренинга за лет на Скајлабу, 10. маја 1972. године Конрад је био принуђен да се катапултира из НАСА-иног млазњака на којем је летео. По повратку у Хјустон са службеног пута, приближавајући се ваздухопловној бази Елингтон добио је инструкције да се време погоршало и одлучио је да слети на аеродром Хоби. Међутим, припремајући се за ноћно слетање, отказао је струјни генератор на авиону при висини од 240 метара, те Конрад одустаје и одлучује се за слетање на аеродром где су климатски услови били повољнији. Нажалост, остао је без горива док је стигао до ваздухопловне базе Бергстром и морао је да се катапултира на висини од 1.127 метара. Приземљио се на око 90 метара од зграде базе, а авион је пао на отворено поље на око три километра даље.
Након пензионисања из НАСА и Морнарице 1974. године, радио је за компанију АТЦ, а од 1976. је био потпредседник Макдонел Дагласа. У том је својству посетио Београд, како би, у конкуренцији са компанијом Боинг, испословао продају авиона Макдонел Даглас DC-10 ЈАТ-у. Макдонел Даглас напушта марта 1996. године, прешавши на руководећу позицију у компанију УСЛ.
Дипломирао је као ваздухопловни инжењер на Универзитету Принстон 1953. године. Средњу школу је завршио 1949. године, и то након што је један разред понављао као последицу дислексије. Конрад је у младости био члан Младих извиђача САД и имао је чин Cub Scout. Преминуо је 8. јула 1999. у Охају, Калифорнија, неколико часова након пада са мотоцикла од последица унутрашњих повреда. Имао је 69 година. Сахрањен је уз војне почасти на Националном гробљу Арлингтон. За разлику од великог броја својих колега, иза себе није оставио никакав писани материјал. Два пута се женио и имао је четири сина из првог брака. Члан је неколико кућа славних и носилац бројних друштвених признања, цивилних и војних одликовања.
Забележио је преко 6.500 часова лета на разним типовима авиона, од чега преко 5.000 на млазњацима.

## Галерија
- Пит Конрад током тренинга за Џемини лет, 1965. године
- Пит Конрад у спасилачком хеликоптеру, 1965. године
- Пит Конрад (лево) и Гордон Купер, након мисије Џемини 5 1965. године
- Пит Конрад (десно) и Ричард Гордон као пилоти мисије Џемини 11, 1965. године
- Након Џеминија 11, Конрад и Гордон (десно) чекају спасилачки хеликоптер, 1966. године

- Током припрема за Аполо 12, Пит Конрад 1969. године
- Апола 12, 1969. године
- Пит Конрад уочи лета, 1969. године
- Пит Конрад као трећи човек на Месецу, 1969. године
- Посада Скајлаба 2, слева надесно: Пол Вајтс, Пит Конрад и Џо Кервин, 1973. године
- Пит Конрад као командант Скајлаба 2, 1973. године